# Automóvel Club de Portugal
Automóvel Club de Portugal (também conhecido pela sigla ACP), antes designado como Real Automóvel Club de Portugal (RACP) ComC • MHIH • ComB, é um clube português fundado em 15 de Maio de 1903 e direcionado aos automobilistas. 

## História
Foi fundado a uma Sexta-Feira, 15 de Maio de 1903 como Real Automóvel Club de Portugal. Os seus estatutos foram aprovados pelo Governador Civil do Distrito de Lisboa a um Domingo, 31 de Maio do mesmo ano, data a partir da qual passa a ter existência legal. O Rei D. Carlos I de Portugal figurava como Presidente-Honorário, tendo sido ele a desenhar o emblema do Club, enquanto o seu filho D. Luís Filipe, Príncipe Real de Portugal, era Vice-Presidente-Honorário, e o Infante D. Afonso de Bragança, Duque do Porto, era Presidente Perpétuo da Assembleia Geral.
A ação desenvolvida pelos dirigentes do Real ACP nos anos que se seguiram à fundação apontou, desde logo, quais os caminhos que o clube deveria trilhar no futuro: luta constante e persistente por leis mais justas e condições mais favoráveis para o automóvel e para os automobilistas; esforços e iniciativas tendentes a melhorar o estado das estradas e a segurança da circulação rodoviária; promoção a todos os níveis do desporto automóvel; desenvolvimento do turismo e incremento das relações com os clubes congéneres estrangeiros.

## Distinções
- Comendador da Ordem de Benemerência (5 de outubro de 1932)
- Comendador da Ordem Militar de Cristo (30 de maio de 1950)
- Membro-Honorário da Ordem do Infante D. Henrique (28 de setembro de 1978)
- Membro-Honorário da Ordem Militar de Cristo (11 de abril de 2023)[2]

## Presidentes
1. Carlos Barbosa du Bocage (1903-1910)
2. José de Azevedo Mascarenhas Relvas (1911-1917)
3. António Macieira (1918)
4. Henrique Burnay, 2.º Conde de Burnay (1919-1925)
5. D. Luís João Afonso de Lancastre Basto Baharem, 6.º Conde da Lousã (1925-1928)
6. Ricardo de Andrade O'Neill (1928-1932)
7. Carlos dos Santos (1932-1937)
8. Artur Porto de Melo e Faro, 1.º Conde de Monte Real (1937-1945)
9. D. Domingos Maria do Espírito Santo José Francisco de Paula de Sousa e Holstein Beck, 5.º Duque de Palmela, 4.º Conde do Calhariz, 3.º Visconde da Lançada (1946)
10. Pedro Joyce Dinis (1947-1953)
11. Mário de Gusmão Madeira (1953-1974)
12. Francisco José Pereira Pinto Balsemão (1974-1980)
13. Alfredo César Torres (1980-1997)
14. Alberto Romano (1998-2004)
15. Carlos de Alpoim Vieira Barbosa (2004-presente)